# هماشهر (سیرجان)
هماشهر شهری در بخش پاریز شهرستان سیرجان استان کرمان ایران است و این شهر درشرق شهر سیرجان قرار گرفته‌است.
صفحه قهستان سیرجان مطالعه شود.

## آب و هوا و اقلیم
آب و هوای هماشهر معتدل و خشک است و تابستان‌های نسبتاً معتدل و زمستان‌های سردی دارد. این شهر در ارتفاع ۱۹۸۴ متری از سطح دریا قرار گرفته‌است.

## فاصله هماشهر تا سایر شهرها
- فاصله تا تهران: ۹۸۶ کیلومتر
- فاصله تا کرمان: ۱۴۲ کیلومتر
- فاصله تا سیرجان: ۲۲ کیلومتر
- فاصله تا مشهد: ۱۰۶۴ کیلومتر
- فاصله تا رفسنجان: ۱۱۶ کیلومتر
- فاصله تا پاریز: ۲۶ کیلومتر
- فاصله تا شهر مس سرچشمه: ۵۸کیلومتر

## موقعیت جغرافیایی
موقعیت جغرافیایی هماشهر از شمال به شهر پاریز و شهرستان رفسنجان، از جنوب به شهر بلورد، از شرق به شهرستان بردسیر و از غرب به شهر سیرجان منتهی می‌شود

## جاذبه های گردشگری تاریخی و طبیعی
- کاروانسرای سعادت آباد
- بنای تاریخی میرزبیر
- باغستان های هماشهر

## جمعیت
بر پایه سرشماری عمومی نفوس و مسکن در سال ۱۳۹۵ جمعیت این شهر ۳٬۳۱۱ نفر (در ۱٬۰۳۸ خانوار) بوده‌است.جمعیت محله سعادت آباد ۳۳۱۱ می‌باشد. جمعیت هماشهر با کل محلاتش حدود۷۲۵۰نفر می‌باشد.